# Элой Касагранде
Элой Касагранде (род. 29 января 1991 года, Санту-Андре, Бразилия) — бразильский барабанщик, бывший участник метал-группы Sepultura. Нынешний барабанщик группы Slipknot. Он заменил Джея Вайнберга, Элой стал барабанщиком группы Slipknot в 2024 году.

## Дискография
Iahweh
- 2009 — Neblim

Андре Матос
- 2008 — Time to Be Free
- 2009 — Mentalize

Aclla
- 2009 — Landscape Revolution

Gloria
- 2012 — (Re)Nascido

Sepultura
- 2013 — The Mediator Between Head and Hands Must Be the Heart
- 2017 — Machine Messiah
- 2020 — Quadra